# Хаяґріва (буддизм)

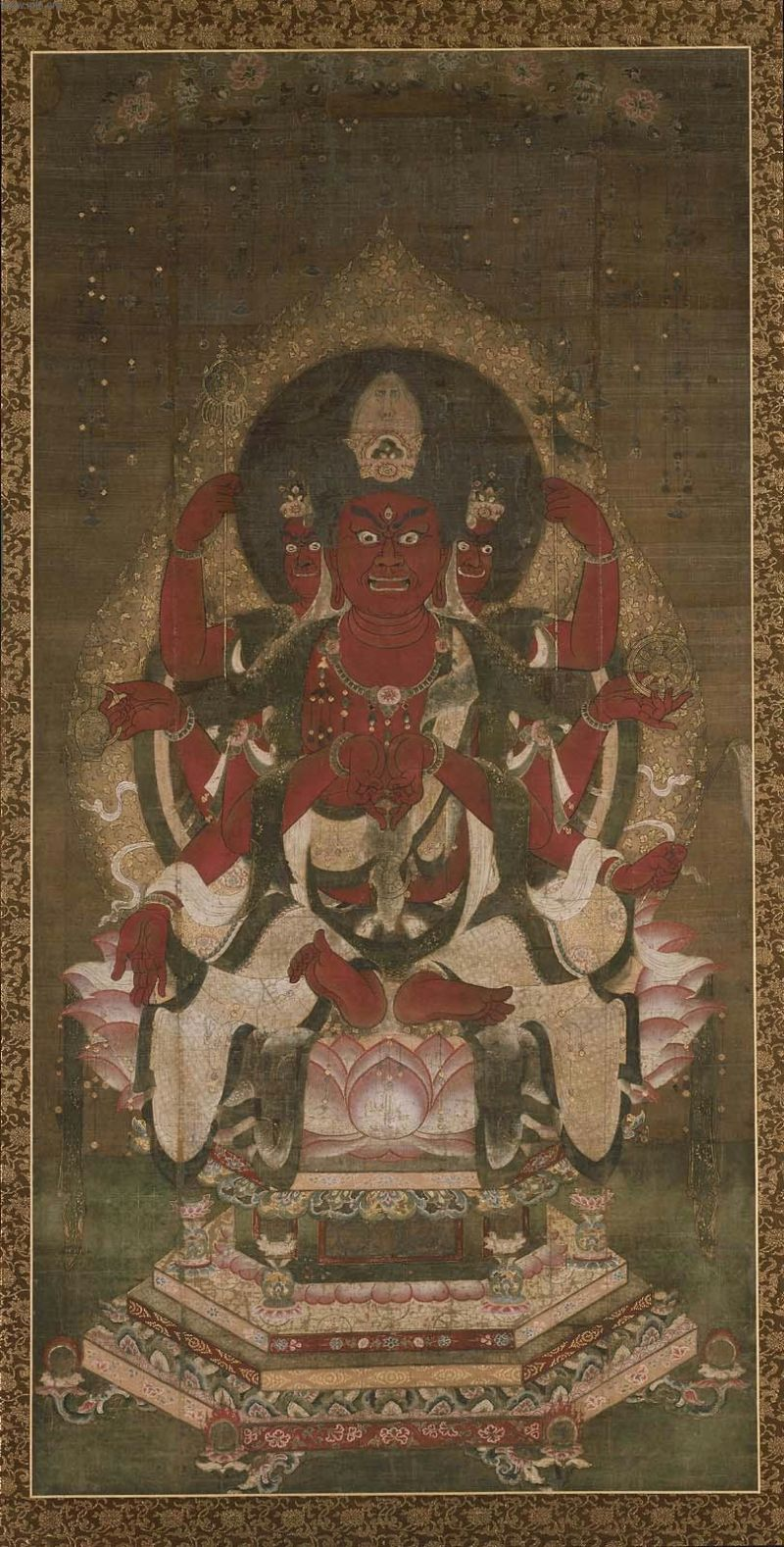
Картина Хаяґріва (Бато Каннон). Чорнило, колір, золото, срібло на шовку. Японія, XII сторіччя.

Хаяґріва («має шию коня», санскр. हयग्रीव, Hayagrīva IAST) — важливе божество в китайському, тибетському та японському буддизмі. Початково, він проявився як якша-служник Авалокітешвари (Гуаньїнь) в Індії. З'являючись у Ведах як два окремих божества, він був асимільований у ритуальному поклонінні раннього буддизму і зрештою був ідентифікований як Король Мудрості в буддизмі Ваджраяни.
́Образи Хаяґріви втілюють його гнівний прояв гнівних божеств співчуття, що символізує непохитну рішучість подолати внутрішні перешкоди та зовнішні виклики. Відображаючи такі атрибути, як насуплене обличчя з трьома проникливими очима, піднятий меч і символічні прикраси, Хаяґріва передає інтенсивну рішучість у своєму зображенні.
У практиках тибетського буддизму значення Хаяґріви пов'язане з його роллю в лікуванні хвороб, особливо шкірних захворювань, таких як проказа, які приписують нагам. Крім того, його роль поширюється на протистояння сильним супротивникам, прикладом яких є його космічні битви проти демона Рудри. У китайському буддизмі Хаяґріва приймає мантію захисника Дхарми (дхармапала), особливо пов'язану з подорожами та транспортом. Про це свідчить практика розміщення номерних знаків перед його зображенням у храмах, викликаючи охоронний вплив на транспортні засоби та їхніх пасажирів. У контексті японського буддизму Махаяни він виступає як форма Авалокітешвари, його панування поширюється на істот, що втілюють психічні стани тварин.

## Іконопис

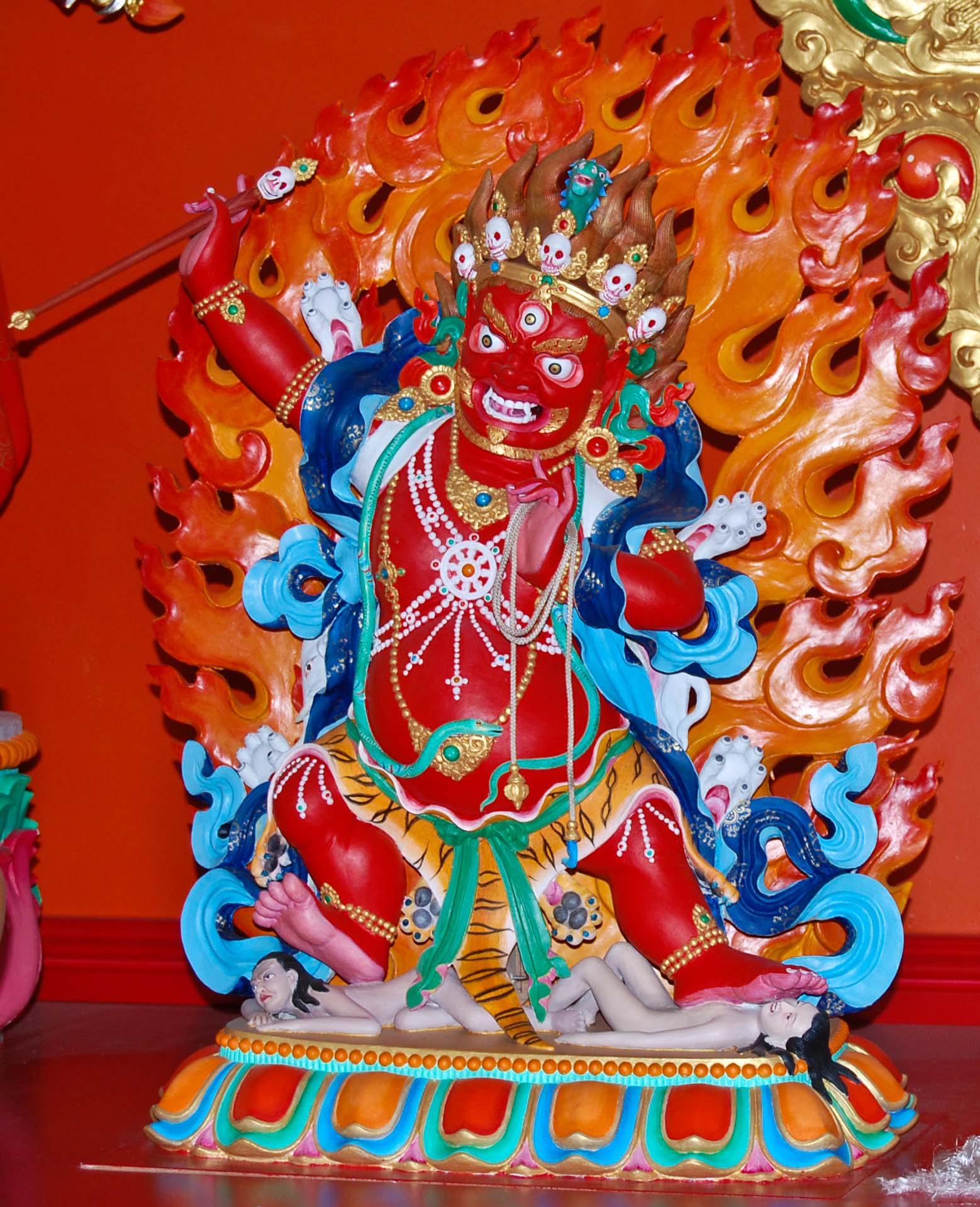
Статуя Хаяґріва в Сам'є Лінг. Зверніть увагу на зелену голову коня на маківці.

У своїй найпростішій формі Хаяґріва зображений з одним обличчям, двома руками і двома ногами, і головою коня над людиноподібною головою. Усе в ньому гнівне: насуплене обличчя з трьома блискучими очима, ревучий рот із іклами що стирчать, агресивна поза воїна, широкий живіт, який випирає внутрішньою енергією, меч, який загрозливо піднятий у правій руці (готовий прорізати оману), його ліва рука піднята в погрозливому жесті та зміїні орнаменти, шкіра тигра навколо талії. Цей жахливий аспект виражає шалену рішучість співчуття допомогти нам подолати внутрішній егоїзм і зовнішні перешкоди.
В інших уявленнях Хаяґрива має шість рук, чотири або вісім ніг і троє великих очі. У цих версіях на маківці голови Хаяґріви зображені три маленькі зелені голови коней. Ноги стоять на двох трупах, символізуючи мирські прихильності, які слід знищити.

## У Тибеті

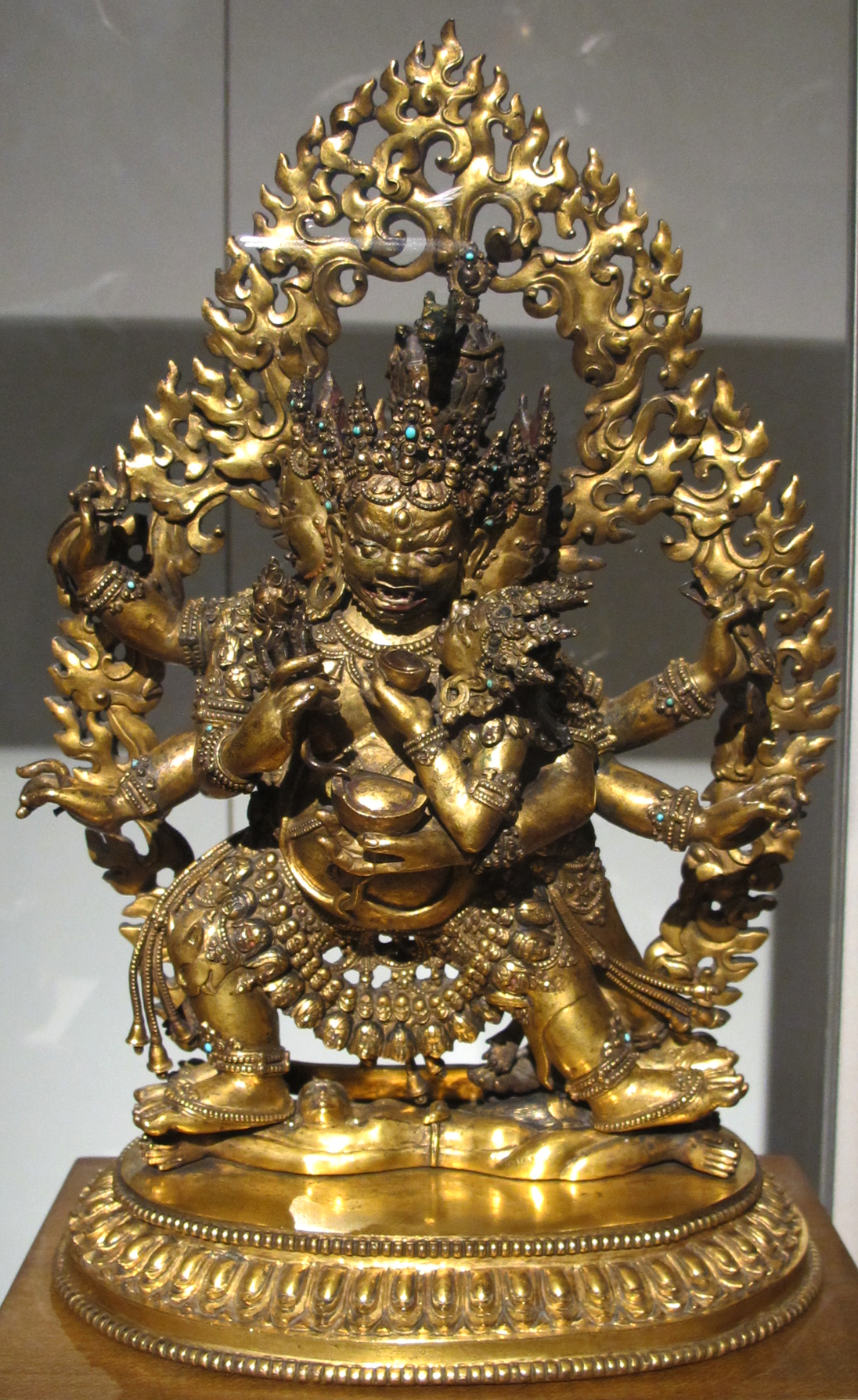
Хаяґріва з дружиною, Тибет, XVIII століття.

У Тибеті Хаяґріву особливо пропагував буддистський вчитель Атіша і виступав як світський дхармапала. Його особлива здатність — лікувати хвороби, особливо шкірні, навіть такі серйозні, як проказа, яку, як кажуть, викликають наги.
Відповідно до вчення, Хаяґріва є гнівною формою Ваджрасаттви, який приймає форму Авалокітешвари і перетворюється на Хаяґріву, щоб перемогти могутнього демона Рудру, який підкорив богів. Його супроводжує Ваджрапані, який приймає владу Тари, а потім стає гнівним Ваджраварахі. Обидва космічно пов'язані з Рудрою, оскільки в їхніх попередніх життях Ваджрасаттва був майстром Рудри, тоді як Ваджрапані був його одноучнем, який, на відміну від Рудри, розумів і поважав дхарму. Хаяґріва і Ваджраварахі кидають виклик Рудри через дев'ять могутніх танців і б'ються з ним, і в кінці Хаяґріва зменшується і проникає в анус Рудри, після чого перетворюється на велетня і знищує його зсередини. Переможений, Рудра обіцяє стати захисником дхарми, і його демонічне тіло носить як одяг Хаяґріва, який з'являється з головою коня з черепа.
В іншій версії Ваджрасаттва уособлює Рудру і спокушає дружину останнього, королеву-ракшашу Кродхісварі. Хаяґріва відроджується як дитина, Ваджраракшаша, яка захоплює царство Рудри, підкоряє його та знищує, встромивши трикінцеву кхатвангу йому в груди. Потім він пожирає Рудру, очищає його в шлунку і виділяє його, перетворюючи його на слугу дхарми, який передає йому свою армію демонів як супровідників.

## У Китаї

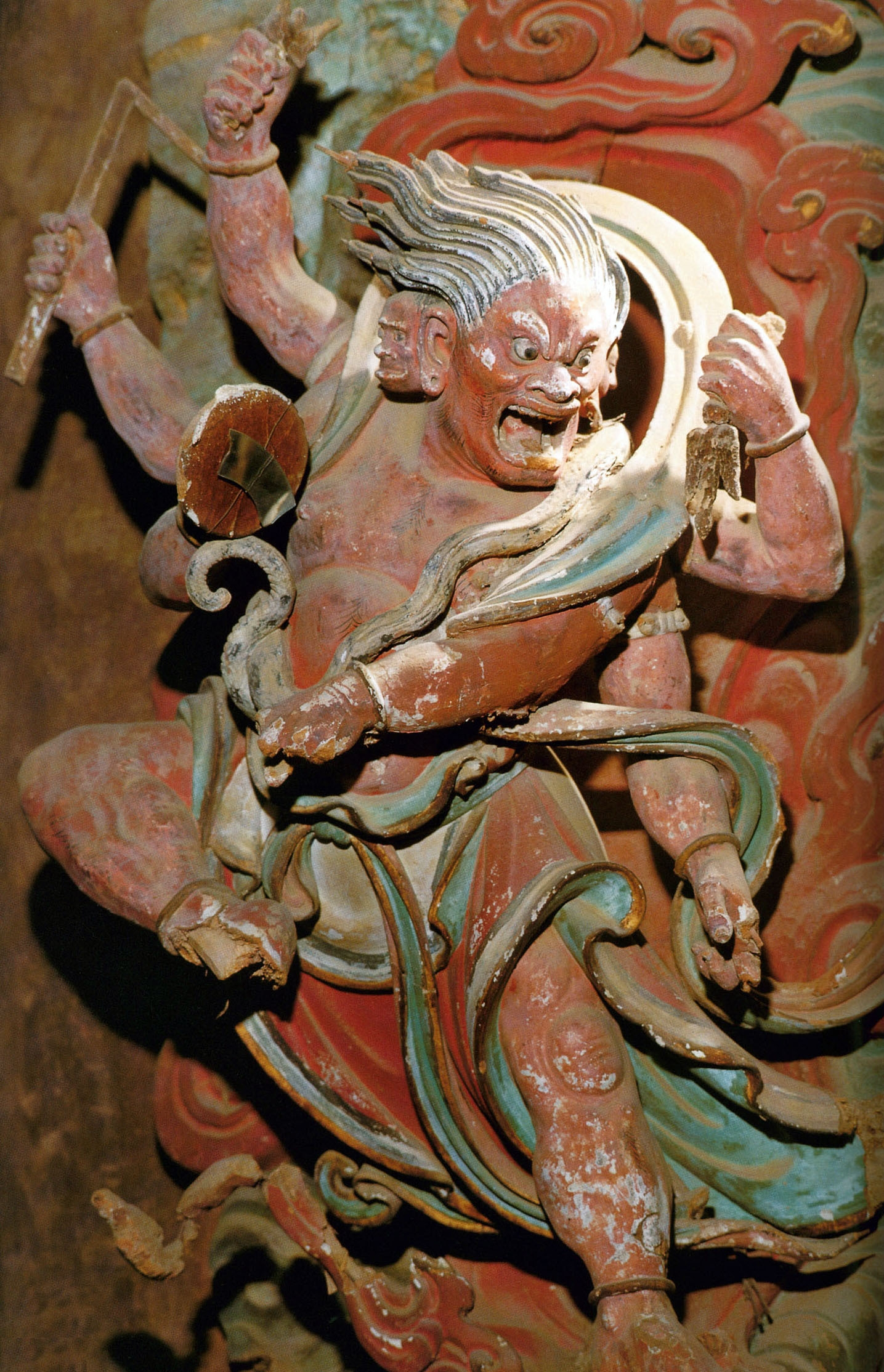
Статуя династії Юань Хаяґріва (китайська: Matou Guanyin) у храмі Фушен у Юньчен, Шаньсі, Китай

У китайському буддизмі Хаяґріва відомий як Mǎtóu Guānyīn 馬頭觀音 (дослівно Hayagrīva-Avalokiteśvara/Голова коня Авалокітешвара). Гуаньїнь є китайським символом Авалокітешвари. Його шанують як охоронця подорожей і транспорту, особливо автомобілів, і іноді його ставлять біля входу та виходу з храмів, щоб благословляти відвідувачів. У деяких храмах відвідувачам дозволено мати свої номерні знаки перед зображенням цього божества, щоб закликати його захистити свій автомобіль. Його також зараховують до 500 архатів, де він відомий як Mǎtóu Zūnzhě 馬頭尊者 (букв. Поважна Кінська Голова). Подібно до Японії, він також вважається одним із шести Авалокітешвар, призначених для порятунку живих істот шести сфер Сансари, причому його сферою є царство тварин (або істот, чий стан розуму подібний до тварин). Він зазвичай поєднується з іншою формою avalokiteśvara, яка також виконує цю саму функцію в традиції Тантаї: Амоті Авалокітешвара (Āmótí Guanīn 阿摩提觀音) або Безстрашний Лев Гуаньїнь (Shīzǐ Wúwèi Guānyīn 獅子無畏觀音), який вважається одним із тридцяти трьох основних втілень Авалокітешвари і часто зображується в іконографії як верхи на білому леві, так і на коні.
У даосизмі Хаяґріва був синкретизований і включений у даоський пантеон як бог Mǎ Wáng 馬王 (дослівно, Король Коней), який асоціюється з вогнем. У такому вигляді він зазвичай зображується з 6 руками і третім оком на лобі.
У китайській народній традиції Хаяґріву іноді асимілювали з Мордою Коня(Голова бика і морда коня Ox-Head and Horse-Face), одним із двох теріоморфних охоронців Дійю, підземного світу. Деякі китайські власники коней також поклоняються Хаяґріві в непідземній формі, щоб захистити своїх коней.

## В Японії

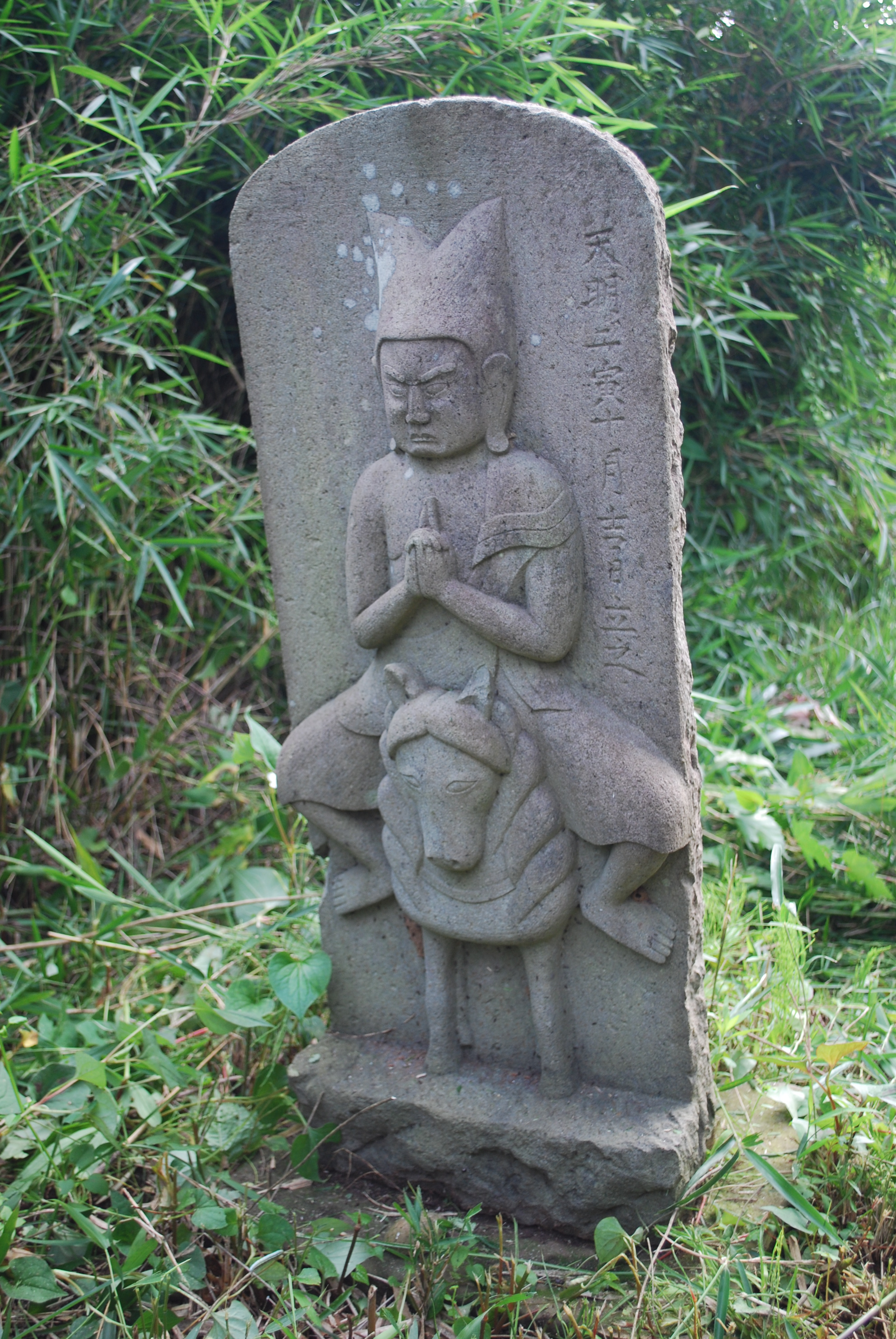
Статуя Хаяґріви в придорожньому храмі в Японії

У японському буддизмі Махаяни Хаяґріва вважається формою Авалокітешвари з гнівною формою (Batō Kannon 馬頭觀音, дослівно Hayagrīva-Avalokiteśvara/ Голова коня Авалокітешвара), одного з шести Авалокітешвар. Сфера Хаяґріви — це царство тварин (або істот, стан розуму яких подібний до тварин). У народній релігії Японії Хаяґріві також поклонялися як божеству-охоронцю коней через його назву Кінська голова (Batō). Кінь символізувався як транспортний засіб, а не як одна з голів Хаяґриви.